# Armin Haider
Armin Haider (* 5. September 2005) ist ein österreichischer Fußballspieler.

## Karriere

### Verein
Haider begann seine Karriere bei der Union Vorderweißenbach. Im März 2019 wechselte er in die Jugend des FC Juniors OÖ. Zur Saison 2019/20 kam er dann auch in die Linzer Akademie, in der er fortan sämtliche Altersstufen durchlief.
Zur Saison 2022/23 rückte er in den Kader der LASK Amateure OÖ auf. In seiner ersten Spielzeit in der Regionalliga kam er zu acht Einsätzen für die LASK Amateure. In der Saison 2023/24 kam er dann regelmäßig in der dritthöchsten Spielklasse zum Einsatz und gab im April 2024 dann auch sein Debüt für die Profis in der Bundesliga, als er am 29. Spieltag jener Saison gegen den SK Rapid Wien in der 83. Minute für Sascha Horvath eingewechselt wurde.

### Nationalmannschaft
Haider spielte im Oktober 2019 erstmals für eine österreichische Jugendnationalmannschaft. Im September 2021 debütierte er gegen Dänemark in der U-17-Auswahl, für die er insgesamt siebenmal spielte. Im September 2022 gab er sein Debüt für die U-18-Mannschaft.